# Morgan Township (Butler County, Ohio)
Morgan Township ist eines von dreizehn Townships des Butler Countys im US-Bundesstaat Ohio. Nach der Volkszählung im Jahr 2000 waren hier 5328 Einwohner registriert.

## Geografie
Morgan Township liegt im äußersten Südwesten des Butler Countys im Südwesten von Ohio und grenzt im Uhrzeigersinn an die Townships: Reily Township, Hanover Township, Ross Township, Crosby Township im Hamilton County, Harrison Township (Hamilton County), Harrison Township im Dearborn County, Indiana, Whitewater Township im Franklin County (Indiana) und Springfield Township (Franklin County, Indiana).

## Verwaltung
Das Township wird durch ein Board of Trustees, bestehend aus drei gewählten Mitgliedern, verwaltet. Zwei Personen werden jeweils im Jahr nach der Präsidentschaftswahl gewählt und eine jeweils im Jahr davor. Die Amtszeit dauert in der Regel vier Jahre und beginnt jeweils am 1. Januar. Daneben gibt es noch einen Township Clerk (zuständig für Finanzen und Budget), der ebenfalls im Jahr vor der Präsidentschaftswahl auf eine vierjährige Amtszeit gewählt wird. Dessen Amtszeit beginnt jeweils am 1. April.